# 통각과민
통각과민(痛覺過敏, 영어: hyperalgesia)은 통각에 대하여 지나치게 민감하게 반응하는 증상을 말하며, 통각수용체와 말초신경계의 손상으로 말미암아 발생한다. 환자는 통증에 대하여 과민반응을 보인다. 프로스타글란딘 E와 F가 통각수용체를 지나치게 민감하게 만드는 주 원인이며, 이렇게 일시적으로 통각에 과민반응하는 증상은 병행동을 불러올 수 있다.